# Trycherus stroheckeri
Trycherus stroheckeri es una especie de coleóptero de la familia Endomychidae.

## Distribución geográfica
Habita en Camerún (África).